# Senato (eSwatini)
Il Senato (in swati Indlu yeTimphunga) è il ramo della camera alta del Parlamento dell'eSwatini. Poiché il paese è una monarchia assoluta, il ruolo della legislatura è puramente consultivo.

## Storia
Il Senato fu istituito nel 1967 quando il Consiglio legislativo fu sciolto e fu istituita la legislatura bicamerale nella nuova Costituzione.

## Composizione
Il Senato non deve superare i 31 membri, e attualmente ne conta 30. Il re di eSwatini ne nomina 20, mentre i restanti dieci vengono eletti dalla Camera dell'assemblea. Di questi, almeno otto dei 20 e almeno cinque dei dieci devono essere donne. Tuttavia, secondo il database dell'Unione interparlamentare, nel 2008, c'erano 12 donne senatrici invece del minimo previsto di 13, e nel 2013, ce n'erano solo dieci.

## Elezioni
L'elezione avviene tramite scrutinio segreto con un sistema di voto uninominale secco. Tutti i senatori hanno un mandato di cinque anni. Ogni senatore deve avere almeno 18 anni, essere un cittadino, un elettore registrato e aver "pagato tutte le tasse o preso accordi soddisfacenti per il Commissario delle tasse". Le squalifiche sono: essere insolventi ai sensi di qualsiasi legge senza essere stati "riabilitati", essere malati di mente, condannati a morte o più di sei mesi di prigione per un crimine in eSwatini, un membro delle forze armate del paese o ricoprire o agire in una carica pubblica senza aver ottenuto un congedo per prestare servizio al Senato, non qualificati per essere un elettore, altrimenti squalificati dalla legge, dichiarati incompetenti a ricoprire una carica pubblica, collegati a un'azienda con un contratto governativo e non aver effettuato le dovute divulgazioni in merito al contratto, o ricoprire o agire in qualsiasi carica connessa allo svolgimento di qualsiasi elezione o alla compilazione o revisione di qualsiasi registro elettorale.
Nel luglio 2005, una nuova Costituzione fu approvata dal Parlamento e firmata dal re Mswati III. Le prime elezioni secondo la nuova Costituzione ebbero luogo nel settembre 2008. Le elezioni più recenti si tennero nel settembre 2013.  Gelane Zwane si candidò senza opposizione e fu eletto presidente del Senato per la terza volta consecutiva. Ngomuyayona Gamedze fu scelto come vicepresidente, anche egli per la terza volta consecutiva. Sei delle scelte del re erano membri della sua famiglia.
Più tardi nel 2013, il Senato ha vietato ai membri del Parlamento di divorziare mentre erano in carica per “evitare di mettere in imbarazzo il re”.